# Rhum Barbancourt

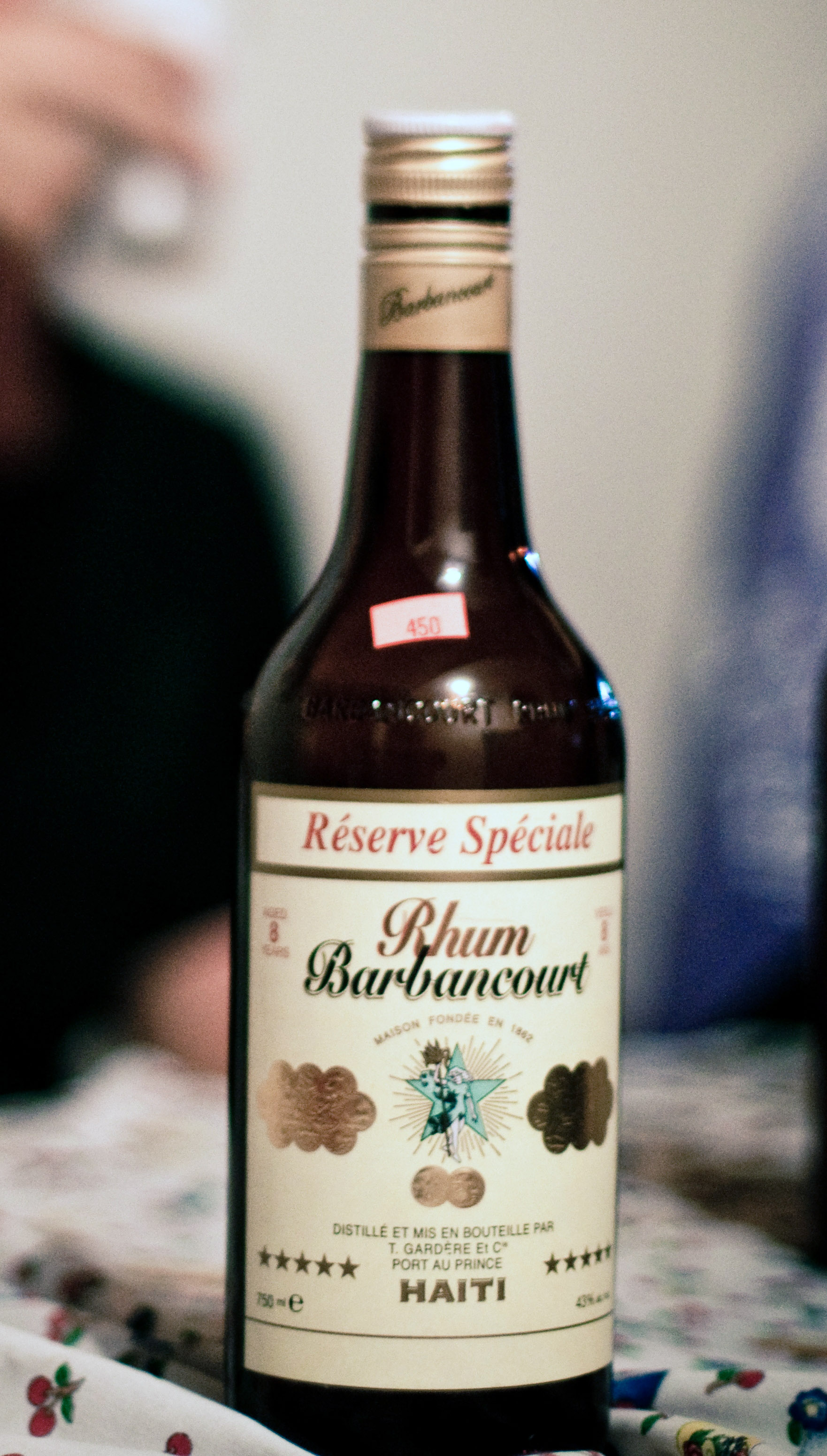
Rhum Barbancourt

Rhum Barbancourt ist der Markenname des von der Société du Rhum Barbancourt S.A. hergestellten Rums. Der Rum ist einer der bekanntesten und erfolgreichsten Exportartikel Haitis.

## Herstellung
Der Rhum Barbancourt wird aus frisch gepresstem Zuckerrohrsaft hergestellt und unterscheidet sich somit als „Rhum agricole“ von den meisten anderen Marken, die aus Melasse von Zuckerrohr destilliert werden.
Eine weitere Besonderheit ist die doppelte Destillation (Doppelbrand), die als Herstellungsmethode von französischem Cognac bekannt ist.
Von Beginn der Herstellung an reift der Rum in Eichenfässern aus der französischen Region Limousin. Die Dauer der Reifung (drei bis fünfzehn Jahre) beeinflusst die Qualität.
Im Verlauf der Herstellung des Rhum Barbancourt beginnt die Qualitätssicherung bereits vor der Destillation, da Zuckerrohr von eigenen Plantagen des Unternehmens verwendet wird.

## Unternehmen
Am 18. März 1862 begann der aus der Region Charente in Frankreich stammende Dupré Barbancourt in Haiti Rum zu destillieren. Er gründete die Société du Rhum Barbancourt.
Nach dem Tod von Dupré Barbancourt führte seine Frau Nathalie Gardère das Unternehmen zusammen mit ihrem Neffen Paul Gardère, der ihr bis zu seinem Tod im Jahr 1946 als Geschäftsführer folgte. Der Familientradition folgend übernahm sein Sohn Jean Gardère das Unternehmen bis 1990. Jean Gardère war ein Unternehmer, der die Modernisierung der Société du Rhum Barbancourt vorantrieb. Als Jean starb, trat sein Sohn Thierry Gardère die Nachfolge an und leitete das Unternehmen in der fünften Generation der Familie Gardère. Thierry Gardère plante, die Produktion von Rhum Barbancourt auszubauen und die Absatzmenge zu verdoppeln. Beim Erdbeben in Haiti im Jahr 2010 ging etwa 40 % des Bestands an Rum verloren.
Als Thierry am 1. März 2017 im Alter von 65 Jahren starb, trat Delphine Nathalie Gardère die Nachfolge ihres Vaters an. Im November 2020 gab Delphine Nathalie Gardère bekannt, dass sie nunmehr alle Anteile der Société du Rhum Barbancourt besaß, nachdem sie die Aktien der restlichen Gardère-Familie im Rahmen eines Leveraged Buy-out aufgekauft hatte.
Die Société du Rhum Barbancourt S.A. hat ihren Sitz in Port-au-Prince und setzt jährlich rund 25 Millionen US-Dollar um.
Leiter des Unternehmens
- Dupré Barbancourt 1862–1907
- Nathalie Gardère (Witwe von Dupré Barbancourt) 1907–1928
- Paul Gardère (Neffe von Nathalie Gardère) 1928–1946
- Jean Gardère (Sohn von Paul Gardère) 1946–1990
- Thierry Gardère (Sohn von Jean Gardère) 1990–2017
- Delphine Nathalie Gardère (Tochter von Thierry Gardère) 2017–aktuell

## Geschäftsbetrieb
Im Jahr 1949 wurde die Destillerie in die Zuckerrohrfelder der Domaine Barbancourt in der Cul-de-Sac-Ebene verlegt. 1952 begann das Unternehmen mit der Herstellung von Rum aus Zuckerrohr, das auf der eigenen Plantage angebaut wurde.
Auf den Plantagen arbeiten rund 3000 Pflanzer, während die Destillerie in Produktion und Verwaltung rund 500 Personen beschäftigt.
Es werden vorwiegend braune Rumsorten hergestellt:
- Rhum Barbancourt 3 Sterne (4 Jahre gelagert)
- Rhum Barbancourt 5 Sterne Réserve spéciale (8 Jahre gelagert)
- Rhum Barbancourt Réserve du domaine (15 Jahre gelagert)
- Rhum Barbancourt blanc (weißer Rum)
- Pango Barbancourt (mit Mango und Ananas aromatisierter Rum)

Aus Anlass des 160. Jubiläums gab das Unternehmen im Juni 2022 bekannt, dass die Produktpalette im Bereich des weißen Rums um einige Geschmacksrichtungen erweitert wird.
Die Produkte werden in über 40 Länder exportiert, hauptsächlich in die Karibik, die Vereinigten Staaten, Kanada, Lateinamerika und Europa.